# Lemmon (Dakota du Sud)
Pour les articles homonymes, voir Lemmon.
Lemmon est une municipalité américaine située dans le comté de Perkins, dans l'État du Dakota du Sud. Selon le recensement de 2010, elle compte 1 227 habitants. La municipalité s'étend sur 1,04 milles carrés (2,69 km2).
Fondée en 1907, la ville doit son nom au rancher Ed Lemmon (en).

## Démographie
| 1910  | 1920  | 1930  | 1940  | 1950  | 1960  |
| ----- | ----- | ----- | ----- | ----- | ----- |
| 1 255 | 1 126 | 1 508 | 1 781 | 2 760 | 2 412 |

| 1970  | 1980  | 1990  | 2000  | 2010  | - |
| ----- | ----- | ----- | ----- | ----- | - |
| 1 997 | 1 871 | 1 614 | 1 398 | 1 227 | - |